# Julija Andrejewna Sykowa
Julija Andrejewna Sykowa (russisch Юлия Андреевна Зыкова; * 25. November 1995 in Krasnojarsk) ist eine russische Sportschützin.

## Erfolge
Julija Sykowa tritt seit 2011 bei internationalen Wettkämpfen im Luft- und Kleinkaliberschießen an. Bei Europameisterschaften gelangen ihr zahlreiche Medaillengewinne, darunter die ersten im Jahr 2019 in Bologna, als sie im Liegendschießen mit dem Kleinkaliber sowohl im Einzel als auch mit der Mannschaft Europameisterin wurde. Darüber hinaus belegte sie mit der Mannschaft im Dreistellungskampf den zweiten Platz. Noch besser verliefen die Europameisterschaften 2021 in Osijek. Sie gewann sie mit der Luftgewehrmannschaft ebenso den EM-Titel wie mit der Mannschaft im Kleinkaliber-Dreistellungskampf. Und auch das Mixed mit dem Kleinkaliber schloss sie auf Rang eins ab. Den Einzelwettbewerb im Dreistellungskampf beendete Sykowa als Zweite. Bereits 2018 wurde Sykowa bei den Weltmeisterschaften in Changwon im Mannschaftswettbewerb im Dreistellungskampf mit dem Kleinkalibergewehr Dritte. Eine weitere Goldmedaille – diesmal im Einzel des Dreistellungskampfs mit dem Kleinkaliber – gewann sie bei den Europaspielen 2019 in Minsk.
Bei den 2021 ausgetragenen Olympischen Spielen 2020 in Tokio trat Sykowa im Dreistellungskampf mit dem Kleinkaliber an. In diesem Wettbewerb erzielte sie 1182 Punkte in der Qualifikation einen neuen olympischen Rekord und zog als Erste ins Finale der besten acht ein. Nach 44 Schüssen war sie neben der Schweizerin Nina Christen die letzte verbliebene Schützin und hatte auf diese einen Rückstand von 1,3 Punkten. Auch beim letzten Schuss behielt Christen die Oberhand, sodass Sykowa mit insgesamt 2,0 Punkten Rückstand und einer Gesamtpunktzahl von 461,9 hinter Christen und vor ihrer Landsfrau Julija Karimowa die Silbermedaille gewann.